# 阿努尔·多德雷昂
阿努尔·多德雷昂（法語：Arnoul d'Audrehem，约1305年—1370年），法国元帅。生于今加莱海峡省欧德雷昂。1332年，阿努尔·多德雷昂出现在法国宫廷中，没有人知道他此前的职业生涯。1332-1342年间，他三次前往苏格兰援助大卫·布鲁斯国王。1342年，他成为布列塔尼的国王总管（capitaine du roi），后任诺曼底公爵的管家，1346年作为加来的守军之一被爱德华三世俘虏到英格兰。
自1349年起，他在法国军事史上有了重要地位，起初他在昂古莱姆任上尉，并在1351年6月继承博热领主成为法国元帅。1352年3月，阿努尔·多德雷昂被任命为卢瓦尔河和多尔多涅河之间地区的国王副官，之后于1353年在诺曼底，1355年在阿图瓦、皮卡第和布洛奈担任此职。1356年，阿努尔·多德雷昂在法国王太子（后来查理五世）于鲁昂举办的宴会上逮捕了纳瓦拉的卡洛斯二世和他的党羽。
在英法百年战争的普瓦捷战役，他受轻伤并被英国人俘虏。他曾积极参加布勒丁尼条约的有关谈判，为国王约翰争取自由。1361年，作为朗格多克的国王副官，他阻止了自由傭兵團夺取城堡。1365年，他与贝特朗·杜·盖克兰远征西班牙，1367年在納赫拉戰役被黑太子爱德华俘虏，因无力支付赎金，被关到1369年。
1368年，由于年事已高，他卸任元帅职务，被任命为聖但尼軍旗掌旗官，有2,000里弗尔养老保险金。1370年被查理五世派到西班牙敦促他的朋友杜·盖克兰返回法国，尽管他高龄，他还是参加了1370年12月的蓬瓦兰战役，但身受重傷去世。